# 早熟金鱨
早熟金鱨，為輻鰭魚綱鯰形目脂鱨科的其中一種，為熱帶淡水魚，分布於非洲剛果民主共和國Mai-Ndombe湖流域，體長可達6.3公分，棲息在底層水域，生活習性不明。

## 扩展阅读
維基物種上的相關：早熟金鱨